# Duch Lincolna

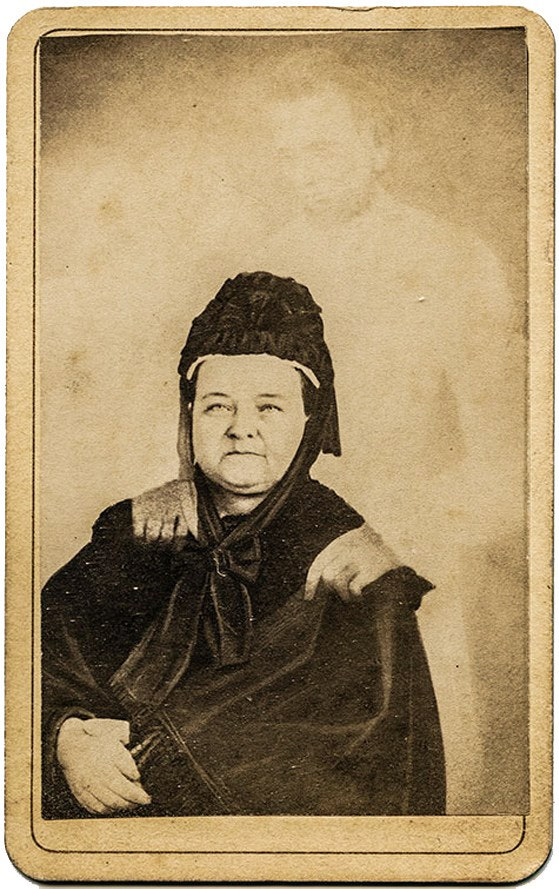
Mary Todd Lincoln i duch jej męża Abrahama Lincolna (1872)

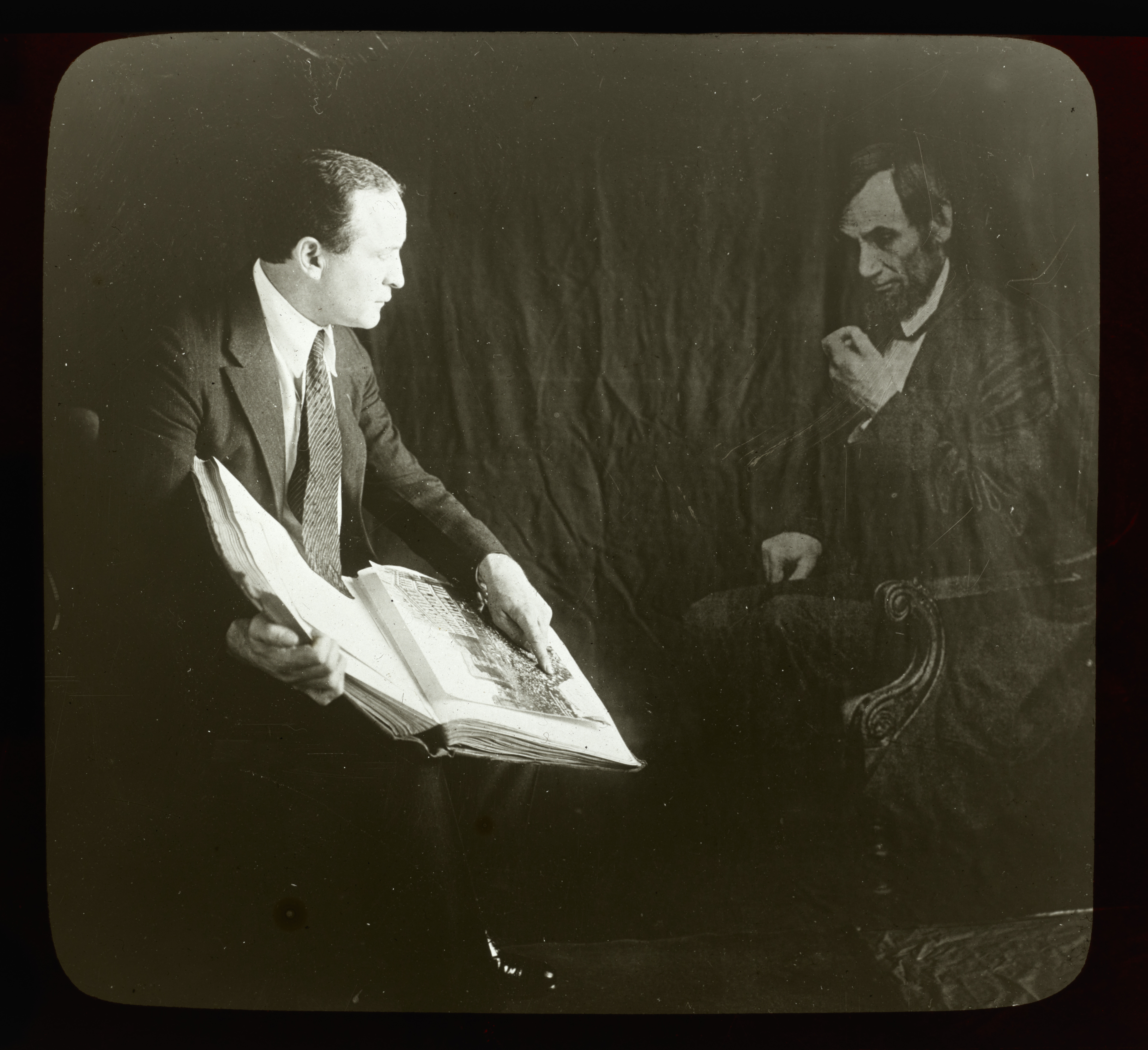
Harry Houdini i duch Lincolna

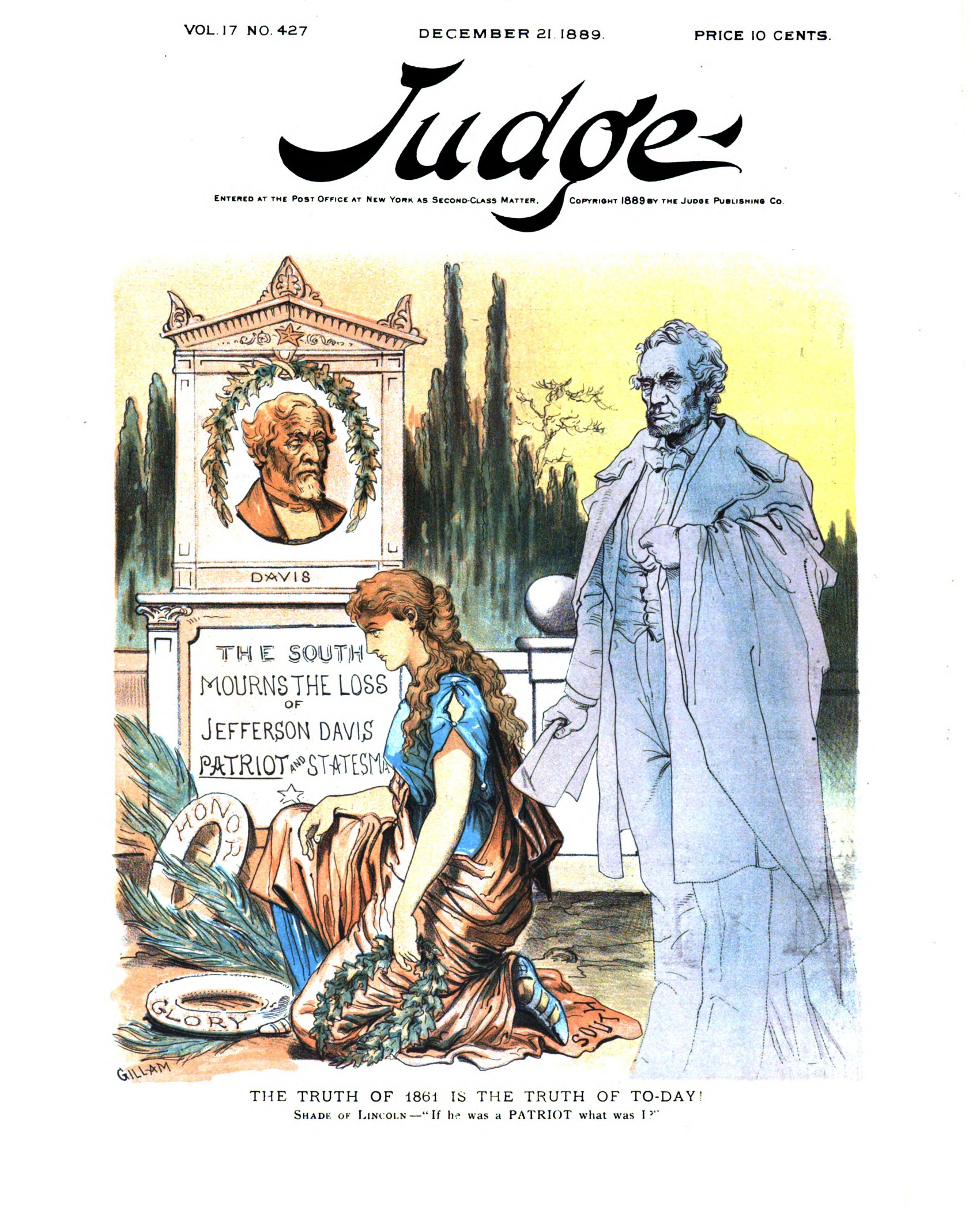
Duch Lincolna na okładce amerykańskiego czasopisma Judge

Duch Lincolna (także Duch Białego Domu) – duch prezydenta Stanów Zjednoczonych Abrahama Lincolna, który rzekomo nawiedza Biały Dom od czasu udanego zamachu na niego w 1865 roku. Ponadto duch Lincolna rzekomo nawiedza miejsca z nim związane w mieście Springfield w stanie Illinois, w tym jego dawną kancelarię prawną.
Spośród kilku historii o duchach byłych prezydentów USA nawiedzających Biały Dom, duch Lincolna jest prawdopodobnie najbardziej znany i popularny. Pierwsza dama USA Grace Coolidge, królowa Holandii Wilhelmina, premier Wielkiej Brytanii Winston Churchill i prezydent USA Theodore Roosevelt należą do osób, które twierdziły, że widziały ducha Lincolna w Białym Domu.

## Nawiedzenia
- pierwszą osobą, która według doniesień medialnych rzeczywiście widziała ducha Lincolna, była pierwsza dama Stanów Zjednoczonych Grace Coolidge, która stwierdziła, że widziała ducha Lincolna stojącego przy oknie w Yellow Oval Room i wpatrującego się w rzekę Potomak w 1927 roku[2],
- być może najsłynniejszy incydent miał miejsce w roku 1942, kiedy królowa Holandii Wilhelmina rzekomo usłyszała kroki na zewnątrz swojej sypialni w Białym Domu i pukanie do drzwi. Gdy je otworzyła, zobaczyła ducha Lincolna w surducie i cylindrze stojącego przed nią, po czym natychmiast zemdlała[3],
- brytyjski premier Winston Churchill uwielbiał późno kłaść się spać, brać długą, gorącą kąpiel popijając szkocką whisky, palić cygaro i relaksować się. Istnieje relacja, że przy tej okazji wyszedł z wanny i nagi z cygarem w ustach, wszedł do sypialni. Zaskoczył go widok ducha Lincolna stojącego przy kominku, opartego o płaszcz. Churchill wyjął cygaro z ust, strzepnął popiół z końcówki cygara i powiedział: „Dobry wieczór, panie prezydencie. Wygląda na to, że stawia mnie pan w niekorzystnej sytuacji”. Duch Lincolna uśmiechnął się delikatnie i zniknął[4],
- prezydent USA Theodore Roosevelt[5], Maureen Reagan (córka prezydenta USA Ronalda Reagana), jej mąż Dennis C. Revell[6] oraz wielu pracowników administracji prezydenta USA Franklina Delano Roosevelta stwierdzili, że widzieli ducha Lincolna[7]. Pewnego razu osobisty lokaj Roosevelta wybiegł z krzykiem z Białego Domu, twierdząc, że widział ducha Lincolna[8],
- pierwsza dama USA Eleanor Roosevelt nigdy nie przyznała, że widziała ducha Lincolna, ale stwierdziła, że wielokrotnie czuła jego obecność w całym Białym Domu[9]. Powiedziała także, że pies rodziny Rooseveltów, Fala, czasami szczekał bez powodu na coś, co według niej było duchem Lincolna[2],
- rzecznik prasowy prezydenta USA Dwighta Eisenhowera James Hagerty[8] i Liz Carpenter, rzeczniczka prasowa pierwszej damy USA Lady Bird Johnson[7] stwierdzili, że wielokrotnie odczuwali obecność ducha Lincolna,
- kroki byłego prezydenta podobno słychać było także w korytarzu przed sypialnią Lincolna[2]. Pokojówka i krawcowa pracująca w Białym Domu Lillian Rogers Parks stwierdziła w swojej autobiografii z 1961 roku, że je słyszała[10],
- Margaret Truman, córka prezydenta USA Harry’ego Trumana, powiedziała że kiedy przebywała w sypialni Lincolna, usłyszała ducha pukającego do drzwi i była pewna, że to Lincoln[7]. Samego prezydenta Trumana obudziło kiedyś pukanie do drzwi, gdy spędzał noc w sypialni Lincolna[11],
- kilku bezimiennych naocznych świadków stwierdziło, że widziało cień Abrahama Lincolna leżący na łóżku w sypialni Lincolna (która w czasach jego administracji służyła jako sala konferencyjna), a inni widzieli ducha Lincolna siedzącego na krawędzi łóżka i zakładającego buty[2]. Najbardziej znanym naocznym świadkiem tego była Mary Eben, sekretarka Eleanor Roosevelt, która widziała, jak duch Lincolna zakładał buty, po czym wybiegła z krzykiem z pokoju[9][12],
- według doniesień ducha Lincolna widziano także poza Białym Domem. Rzekomo w Loudonville w stanie Nowy Jork duch Lincolna nawiedzał dom należący do kobiety, która była obecna w Ford’s Theatre w kwietniu 1865 roku, kiedy Lincoln został zastrzelony przez Johna Wilkesa Bootha. Inne nawiedzenia ducha Lincolna obejmowały jego grób w Springfield w stanie Illinois, fotografię jego żony Mary Todd Lincoln i pociąg widmo w kwietniowe noce jadący tą samą trasą, którą jechał jego pociąg pogrzebowy z Waszyngtonu do Springfield[2],
- ostatnia odnotowana obserwacja ducha Lincolna miała miejsce na początku lat 80. XX wieku, kiedy Tony Savoy, kierownik operacyjny Białego Domu, wszedł do Białego Domu i zobaczył ducha Lincolna siedzącego na krześle na szczycie schodów[3].

## Duch syna Lincolna
Abraham Lincoln nie jest jedynym duchem, którego widziano w Białym Domu. William Wallace Lincoln, 11-letni syn Abrahama Lincolna, zmarł w Białym Domu na dur brzuszny 20 lutego 1862 roku. Po raz pierwszy duch Williama Wallace’a Lincolna był widziany w Białym Domu przez pracowników administracji prezydenta USA Ulyssesa Granta w latach 70. XIX wieku, ale doniesienia na ten temat pojawiły się dopiero w latach 60. XX wieku. Córka prezydenta USA Lyndona B. Johnsona Lynda Bird Johnson Robb, twierdzi, że widziała ducha Williama Wallace’a Lincolna i rozmawiała z nim.